# Кабец, Игорь Валерьевич
Игорь Валерьевич Кабец (род. 13 ноября 1976, Первоуральск) — глава города Первоуральск с 25 октября 2018 года.

## Биография
Работал на АО «Первоуральский новотрубный завод». На завод пришел в 1994 году, отучившись сначала в ПМК, потом в Уральском государственном техническом университете — УПИ. Начинал с ученика токаря и прошел трудовой путь до начальника цеха № 2.
29 декабря 2017 года приступил к обязанностям заместителя Главы Администрации городского округа Первоуральск.
27 апреля 2018 года назначен временно исполняющим полномочия Главы городского округа Первоуральск.
Личная жизнь
Женат, двое детей. С ноября 2018 года — председатель наблюдательного совета ХК «Уральский трубник».